# Cholet-Pays de Loire Dames
Cholet-Pays de Loire Dames est une course cycliste féminine qui se tenait tous les ans en France. La course était l'une des épreuves de la Coupe de France féminine de 2004 à 2015.

## Palmarès
| Année | Vainqueur                | Deuxième                 | Troisième            |
| ----- | ------------------------ | ------------------------ | -------------------- |
| 2004  | Élodie Touffet           | Cathy Moncassin-Prime    | Magali Finot-Laivier |
| 2005  | Alexandra Le Hénaff      | Élodie Touffet           | Magali Le Floc'h     |
| 2006  | Fanny Riberot            | Aude Pollet              | Pascale Jeuland      |
| 2007  | Marina Jaunatre          | Laurence Leboucher       | Kata-Lina Normak     |
| 2008  | Magali Mocquery          | Magali Le Floc'h         | Marina Jaunatre      |
| 2009  | Florence Girardet        | Megan Guarnier           | Christine Majerus    |
| 2010  | Christel Ferrier-Bruneau | Christine Majerus        | Mélanie Bravard      |
| 2011  | Emma Johansson           | Christel Ferrier-Bruneau | Sara Mustonen        |
| 2012  | Audrey Cordon            | Pascale Jeuland          | Emilie Moberg        |
| 2013  | Emma Johansson           | Audrey Cordon            | Jolien D'Hoore       |
| 2014  | Emma Johansson           | Jolien D'Hoore           | Elisa Longo Borghini |
| 2015  | Audrey Cordon            | Amélie Rivat             | Miriam Bjørnsrud     |